# Сентендерский яраш
Сентендерский яраш (венг. Szentendrei járás) — яраш в венгерском медье Пешт. Административный центр — Сентендре.
Площадь — 326,58 км², население — 77 720 человек, плотность населения на начало 2013 года — 238 человек/км². На 15 июля 2013 года к ярашу принадлежали четыре города (Сентендре, Будакалас, Помаз и Вишеград) и девять деревень.

## Административное деление
Сентендерский яраш состоит из четырёх городов и девяти деревень. Города — Сентендре, Будакалас, Помаз и Вишеград, деревни — Леаньфалу, Чобанка, Дунабогдань, Кишороси, Пилишсенткерест, Пилишсентласло, Почмедйер, Сигетмоноштор, Тахитофалу.

## История
Предшественником яраша Сентендре был яраш Помази. Он был создан в середине 19 века путем разделения бывшего яраша Пилиши и до 1898 года назывался Верхним ярашем Пилиши.
В 1940 году центр Помазского яраша, территория которого была уменьшена в 1934 году, был перенесен из Помаза в Сентендре, так как он имел статус города, имел лучшую транспортную систему и стал фактическим центром яраша. Название яраша было изменено соответствующим образом. Границы яраша в то время не менялись.
Граница ярашей Сентендре и Будакерньек была скорректирована в 1949 году с учетом транспортных возможностей таким образом, что Пилишчаба и Пилишлигет (ранее Клотилдлигет) переместились из первого во второй, а Юрём — наоборот, в яраш Сентендре. Однако это разграничение действовало лишь около полутора лет.
1 января 1950 года Бекашмейер был присоединен к Будапешту вместе с несколькими другими поселениями, образовав Большой Будапешт. В результате реорганизации медье 1950 года, с февраля яраш принадлежал Пештскому медье вместо медье Пешт-Пилис-Солт-Кишкун, а во время реорганизации медье 1950 года Пилисборошень и Урём были присоединены к Будайскому медье, который заменил Будакерниеки. После этого границы яраша не менялись более 33 лет, пока он не прекратил свое существование.
1 января 1984 года в Венгрии была создана новая административная система. Яраши были упразднены, а округа разделены на городские и столичные яраши. Яраш Сентендре был заменен яраша Сентендре. С 1 января 2013 года яраш Сентендре снова носит официальное название, в то же время деревня Пилиссанто была передана ярашу Пилисвёрёшвар.
В первые годы существования советской системы, между 1950 и 1954 годами, Сентендре был городом, находящимся в непосредственном подчинении районного совета.

## Культурное и политическое значение
В Сентендерском яраше находится несколько мест, значимых для культурной и политической жизни Венгрии.

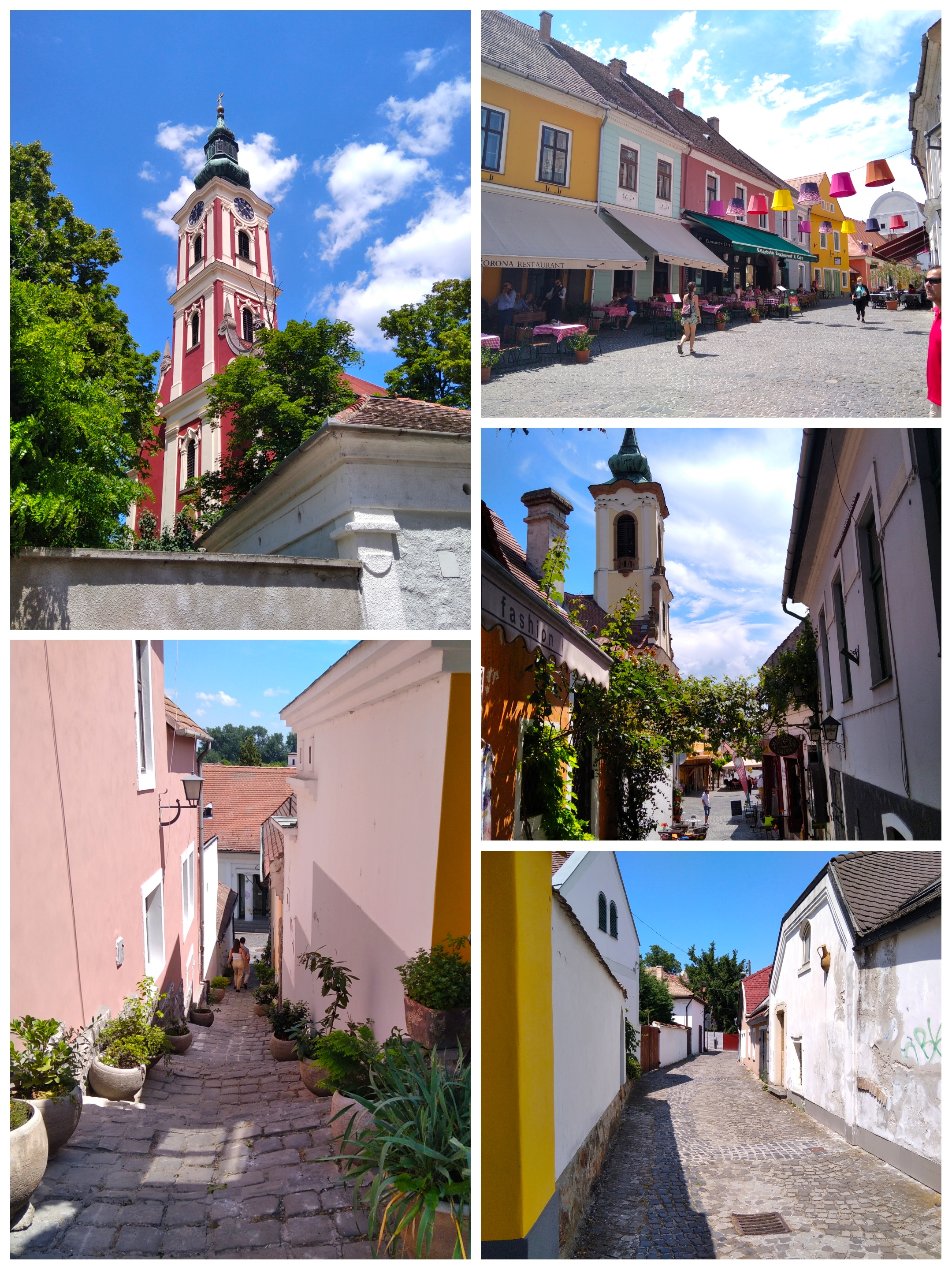
Пейзажи города Сентендре

Столица яраша, город Сентендре, долгое время была популярна у венгерских художников и скульпторов, а сейчас известна своими музеями и является популярным туристическим направлением. В городе также находятся православные церкви, находящиеся в ведении Сербской православной церкви, такие как Церковь Успения Пресвятой Богородицы (кафедральный собор) и храм Благовещения.
Город Вишеград имеет значение для политической истории страны и всего региона, так как в нём в 1991 году главами Венгрии, Чехословакии и Польши была подписана совместная декларация о стремлении к интеграции в европейские структуры, которая привела к созданию Вишеградской группы, или V4. Также в городе расположена крепость и другие историческое достопримечательности.

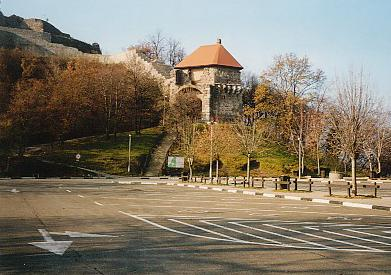
Вишеградская крепость